# Homologia (biologia)

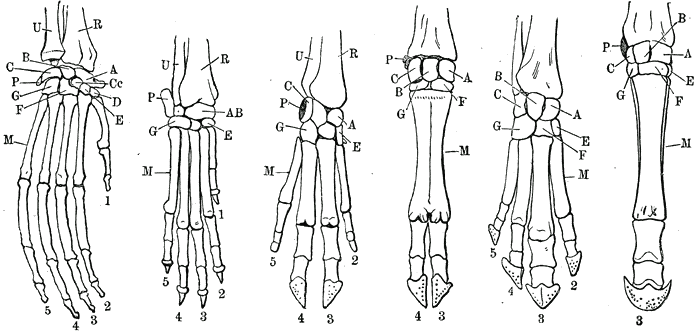
Kończyny ssaków są narządami homologicznymi

Homologia (gr. homólogos ‘zgodny’) – wspólne ewolucyjne pochodzenie struktur (np. narządów) lub procesów fizjologicznych, występujących u różnych organizmów, wynikające z ich odziedziczenia po wspólnym przodku. W biologii wyróżnia się kilka typów homologii:
- Homologia międzygatunkowa (inaczej ortologia) – występuje u organizmów należących do różnych gatunków. Klasycznym przykładem takich struktur są: kończyna ssaków, płetwa ryb i skrzydło ptaka.
- Homologia polimorficzna – występuje u osobników w obrębie tego samego gatunku. Przykładem takich struktur są genitalia ssaków łożyskowych: prącie i łechtaczka, wargi sromowe mniejsze i napletek oraz wargi sromowe większe i moszna. Homologia polimorficzna ujawnia się także pomiędzy poszczególnymi kolonijnych organizmów klonalnych (np. mszywioły, stułbiopławy), jak również między różnymi kastami termitów i mrówek.

Zjawisko homologii może występować także w obrębie jednego organizmu. Wyróżnia się dwa takie zjawiska:
- Homologia seryjna – występuje pomiędzy poszczególnymi narządami u tego samego osobnika. Przykładem są: kręg szczytowy (dźwigacz) i kręg obrotowy, a także różne segmenty ciała stawonogów.
- Homologia ontogenetyczna – występuje pomiędzy poszczególnymi stadiami rozwoju osobniczego (ontogenezy). Przykładami są: meduza i polip, a także larwa, poczwarka i imago.